# Arthur Binder

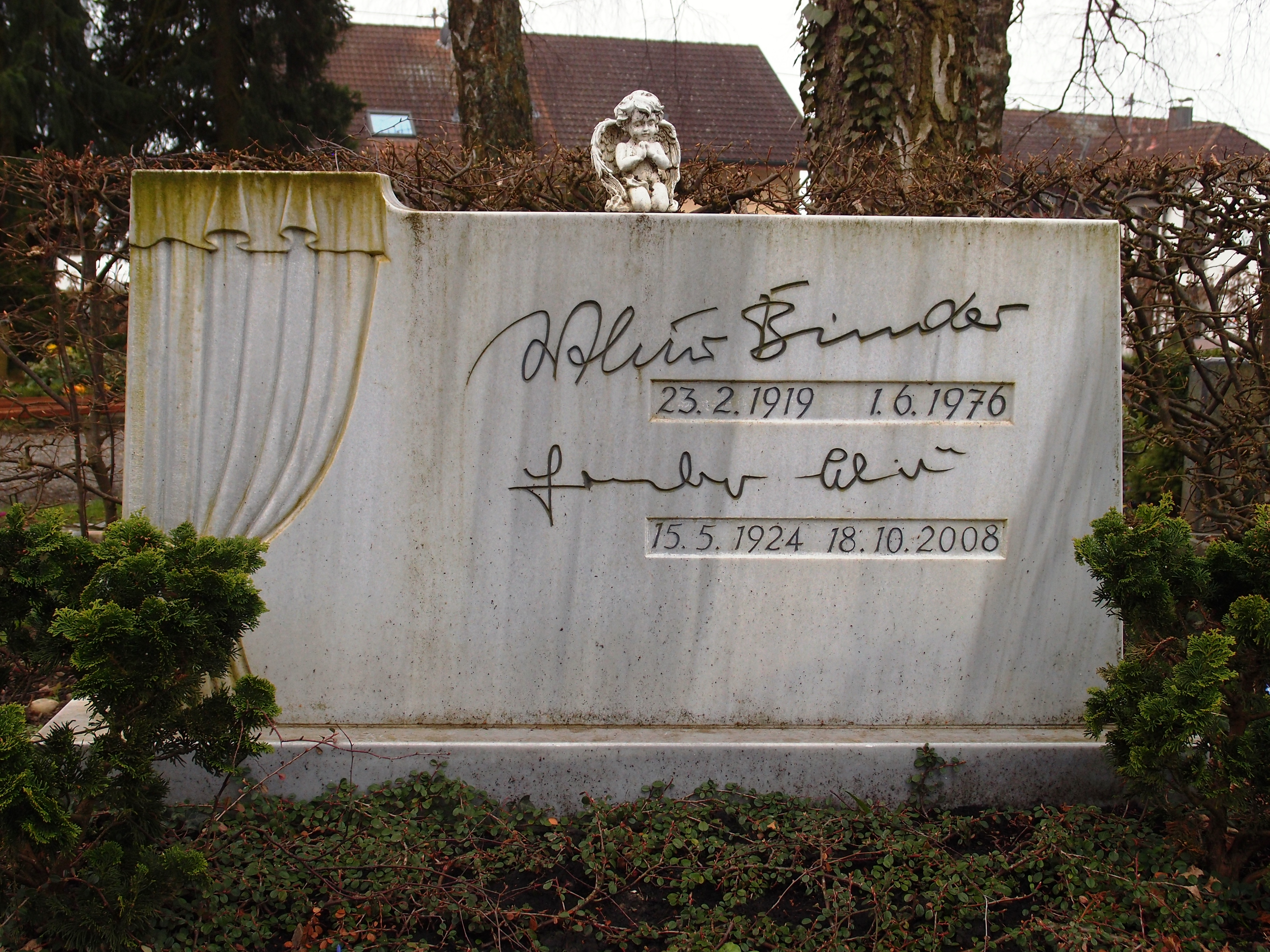
Grab von Arthur Binder in Meersburg

Arthur Binder (auch Artur; * 23. Februar 1919 in Trier; † 1. Juni 1976 in München) war ein deutscher Schauspieler und Hörspielsprecher.

## Leben
Arthur Binder übernahm neben einer umfangreichen Tätigkeit als oft gebuchter Sprecher für Hörspiele in den 1960er Jahren auch Nebenrollen in Kriminalfilmen. Insgesamt spielte er vier Mal in unterschiedlichen Edgar-Wallace-Filmen, meistens als tollpatschig daherkommender Gauner. Bekannt wurde er dabei vor allem 1967 durch die Darstellung des zwielichtigen Schlossverwalters Grimsby in Der Hund von Blackwood Castle, weshalb er zu den bekannteren Wallace-Nebendarstellern der 1960er Jahre gehört.
Neben weiteren Rollen in Filmen und Fernsehserien der frühen 1970er Jahre war Binder bis zu seinem Tod weiterhin als Hörspielsprecher beschäftigt.
Arthur Binder wurde auf dem Friedhof Meersburg in Meersburg am Bodensee beigesetzt.

## Filmografie (Auswahl)
- 1962: Das Paradies von Pont L’Eveque
- 1962: Der Kronanwalt
- 1962: Ninotschka und Peer
- 1963: Die Frau des Bäckers
- 1964: Zimmer 13
- 1964: Die Gruft mit dem Rätselschloß
- 1964: Der Fall Jakubowski – Rekonstruktion eines Justizirrtums
- 1965: Freispruch für Old Shatterhand
- 1965: Überstunden
- 1966: Die Hinrichtung
- 1966: Geheimagent Tegtmeier – Der tote Chef
- 1967: Von null Uhr eins bis Mitternacht – Formel X
- 1967: Rockys Messer
- 1967: Freitag muß es sein
- 1967: Der Mönch mit der Peitsche
- 1968: Der Hund von Blackwood Castle
- 1968: Zieh dich aus, Puppe
- 1969: Der Mann mit dem Glasauge
- 1969: Die Herren mit der weißen Weste
- 1970: Unternehmer
- 1971: Ludwig L.
- 1972: Sprungbrett – Als vermißt gemeldet
- 1973: Algebra um acht – Der Polier
- 1973: Das sündige Bett
- 1973: Lokaltermin – Die schwarze Hand
- 1976: Der Anwalt – Numerus clausus